# Éditions France-Empire
 (juillet 2019).
Les éditions France-Empire sont une maison d'édition française indépendante fondée en 1945 par Yvon Chotard ; elle est actuellement la propriété de Frédéric Aimard.

## Historique
En 1945, à la fin de la Seconde Guerre mondiale, les éditions France-Empire commencent leur activité en publiant des ouvrages concernant la période 1939-1945 puis la période de la décolonisation. La maison d'édition a été créée à partir des fonds des Éditions Sève et Morat. Dans les années 1960-1970, France-Empire est tiré notamment par le succès de la série de Christian Bernadac consacré à la déportation, qui est, de loin, le plus gros vendeur des éditions à cette époque.
Les éditions France-Empire poursuivent ensuite dans cette voie en intégrant à leur catalogue des essais, romans, biographies et mémoires dans le domaine historique. 
La société Les éditions France-Empire est radiée le 26 mars 2013.
Elles appartiennent à Frédéric Aimard depuis 2017.

## Quelques auteurs
- Hafid Aggoune
- Christian Bernadac
- Jean-Claude Bourret
- Yann Brekilien
- Frédéric Chaslin
- Pierre Clostermann
- Gabrielle Cosson
- Jean Deruelle
- Alexandre Dumas
- Jean-Pierre Fourcade
- Bérénice Foussard-Nakache
- Guy Gauthier
- Rogatien Gautier
- André Girard (1909-1993)
- Jean Gisclon
- Pierre Goybet
- Philippe Guilhaume
- Philippe Kieffer
- Jean-Marc Langlois-Berthelot
- Stéphanie Le Bail
- Hervé Le Boterf
- Yves Le Prieur
- Pierre Mazeaud
- Donald Moore
- Contre-Amiral (R) Peltier
- Jeanne de Recqueville
- Colonel Rémy
- Michel Roussin
- Alice Saunier-Seité
- Michel Sogny
- Pierre Suard
- Éric Vanneufville
- Violaine Vanoyeke
- Marcel Verrier
- Général Vézinet
- Marc Villemain
- Alain Vircondelet
- Jérôme-Arnaud Wagner